# مقياس الغرفة
مقياس الغرفة هو نموذج لتصميم خبرات الواقع الافتراضي (VR) ا التي تتيح للمستخدمين السير على الأقدام بحرية في جميع أنحاء منطقة اللعب، مع حركة الحياة الحقيقية وهب تنعكس في بيئة الواقع الافتراضي. باستخدام معدات تتبع 360 درجة مثل مستشعرات الأشعة تحت الحمراء، يراقب نظام الواقع الافتراضي حركة المستخدم في جميع الاتجاهات، ويترجم ذلك إلى العالم الافتراضي في الوقت الفعلي. يسمح هذا للاعب بأداء المهام، مثل المشي عبر الغرفة والتقاط مفتاح من طاولة، باستخدام الحركات الطبيعية.
في المقابل، قد تجعل تجربة الواقع الافتراضي الثابتة اللاعب يتنقل عبر الغرفة باستخدام عصا التحكم أو أي جهاز إدخال آخر.

## النقد
تتطلب التجارب مقياس الغرفة قدرًا كبيرًا من المساحة الفارغة للاعب للتجول دون التعرض لخطر الاصطدام بالعقبات الواقعية. في المنزل النموذجي، قد يتطلب ذلك تخصيص غرفة كاملة فقط للواقع الافتراضي على مقياس الغرفة، وهو ما قد لا يكون عمليًا في منزل صغير أو شقة. نظرًا لأن مقدار المساحة المتاحة في إعداد حجم الغرفة سيختلف من موقع إلى آخر، فلا يمكن للمطورين افتراض مساحة لعب ثابتة، وقد تختلف تجارب المستخدمين اعتمادًا على مقدار المساحة المتاحة لديهم.